# Agrifull
Agrifull est un ancien constructeur Italien spécialisé dans la conception et la fabrication de machines agricoles, créé en 1974 par la société d'Etat italienne GEPI - Società per le GEstioni e Partecipazioni Industriali, organisme public pour le sauvetage d'entreprises industrielles en difficulté. 

## Historique

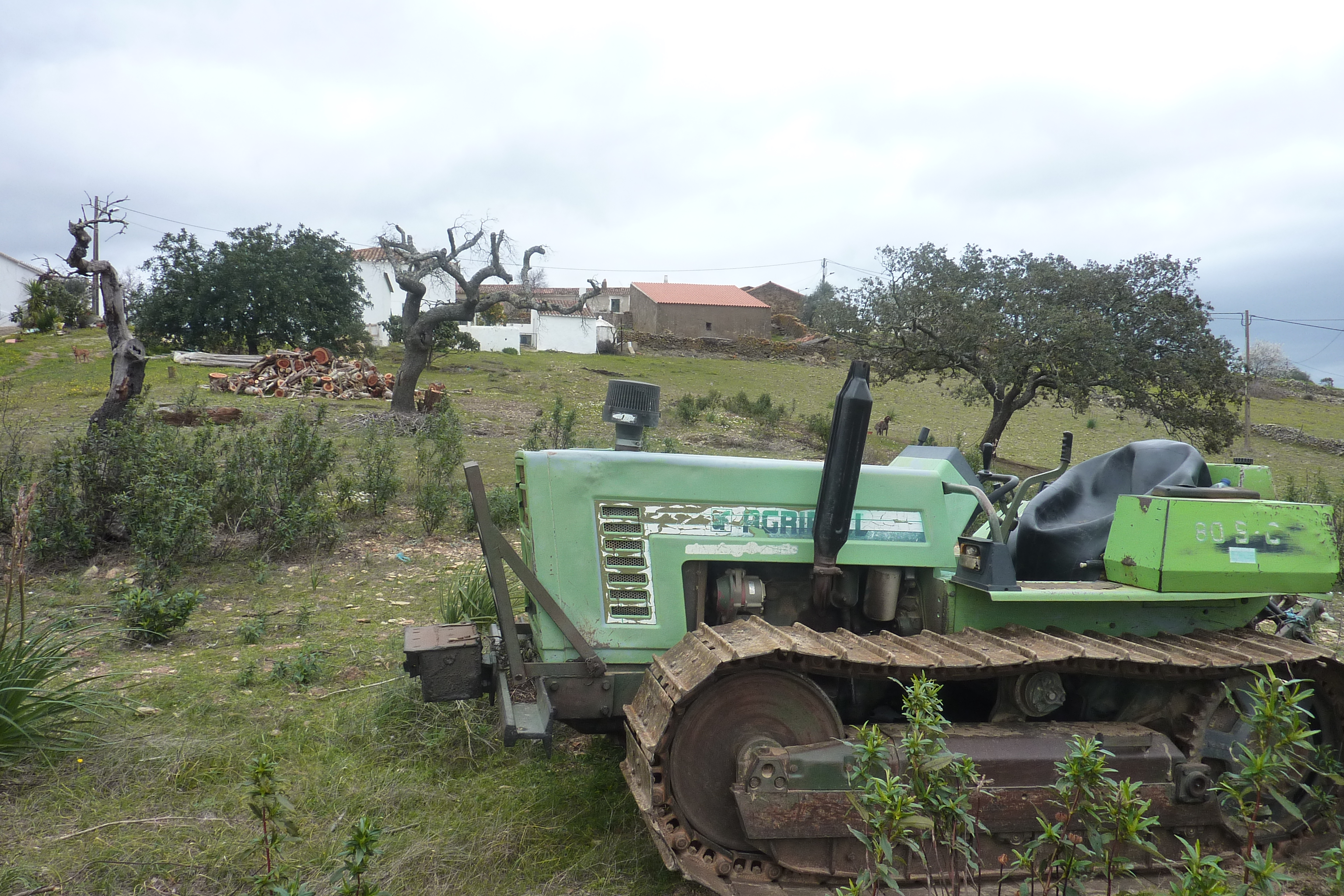
Tracteur chenillé Agrifull

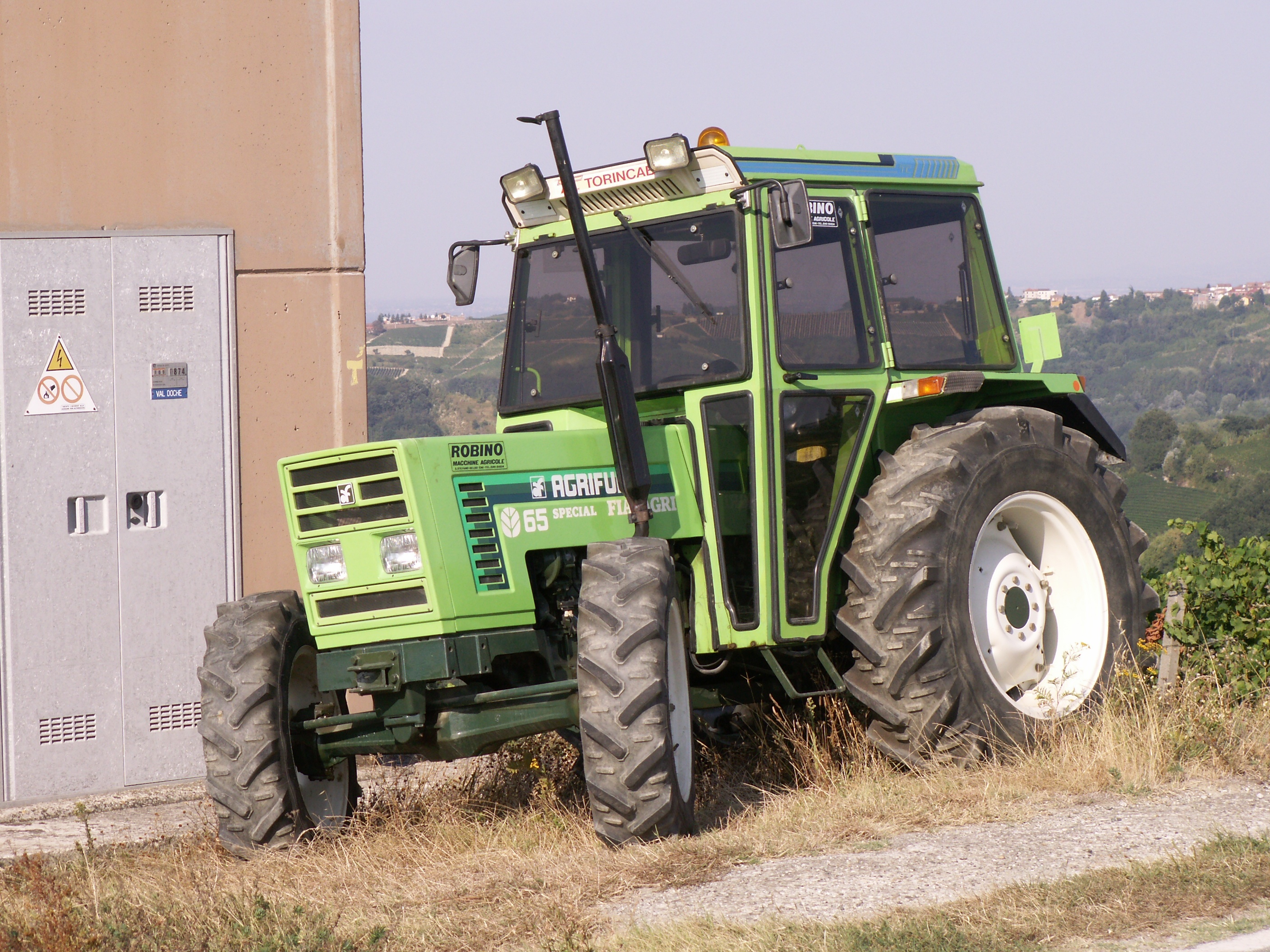
Agrifull 65 Special

En 1974, la société d'Etat italienne GEPI fusionne trois constructeurs de machines agricoles italiennes en difficulté : 
- Gherardi, constructeur de machines pour le travail du sol,
- SAIMM, constructeur de presses et de machines de fenaison,
- Toselli, constructeur de tracteurs agricoles vignerons et vergers,

pour créer la société Agrifull qui aura une usine à Ferrare, au sud de Venise, en Italie.
La première apparition de la marque interviendra au salon de l'agriculture de Vérone en 1975 avec la présentation du tracteur agricole Agrifull 485 équipé d'un moteur VM de 85 Ch.
Suivront rapidement une gamme complète de tracteurs, toujours de petite taille, dont les modèles sont baptisés par des noms et la puissance du moteur : Jolly 45, Derby 60, Griso 70 ou Tornado 80...
À partir de la gamme de modèles lancée en 1976, des numéros remplacent les noms attribués aux tracteurs.
Le redressement des sociétés d'origine ayant porté ses fruits et la nouvelle entité étant parfaitement viable, GEPI vend la société Agrifull au géant italien Fiat Trattori SpA en 1977.
Agrifull sera rapidement intégrée dans Fiat Trattori SpA et les matériels perdront une grande partie de leur identité. Certains seront conservés et intégrés dans la gamme Fiat Trattori et conserveront, jusqu'à leur remplacement, les moteurs VM, les autres modèles qui conserveront pendant quelques années le nom Agrifull seront commercialisés avec des moteurs Fiat-Iveco.